# خلیل‌لی (شابران)
خلیل‌لی (به لاتین: Xəlilli) یک منطقه مسکونی در جمهوری آذربایجان است که در شهرستان شابران واقع شده است. خلیل‌لی ۴۳۳ نفر جمعیت دارد.